# Sibbald Range
Die Sibbald Range ist ein Gebirgszug in der Region Canterbury auf der Südinsel von Neuseeland.

## Geographie
Die Sibbald Range befindet sich zwischen dem Godley River im Westen und dem Macaulay River sowie der Two Thumb Range im Osten. Im Norden grenzen die Bergketten an die Gletscherregion des Mount D’Archiac und im Süden an das Mündungsgebiet des Macaulay River in den Godley River.
Der rund 25 km lange und in Nord-Süd-Richtung verlaufende Gebirgszug findet in dem Mount Sibbald mit 2811 m seinen höchsten Punkt. 36 weitere Gipfel der Bergkette liegen über 2000 m.
Administrativ gehört die Sibbald Range zum Mackenzie District.

## Conservation Park
Bis auf die südliche Spitze zählt die Sibbald Range mit der östlich angrenzenden Two Thumb Range zum Te Kahui Kaupeka Conservation Park, der vom Department of Conservation verwaltet wird.